# Gun Hill
Gun Hill (z ang. Wzgórze Broni) – stara stacja sygnałowa zbudowana w 1818 r. na Barbadosie w parafii Saint George. Stacja była używana jako latarnia morska, a także do ostrzegania przed rebeliami niewolników, których na wyspie było w tym czasie wielu. Po zniesieniu niewolnictwa w całym imperium brytyjskim w 1834 r. stacja nieco podupadła, ponieważ straciła swoją główną rolę.
Jednak została odnowiona i obecnie są w niej przechowywane pamiątki wojskowe.